# پژوهش‌نامه انتقادی متون و برنامه‌های علوم انسانی
پژوهش‌نامه انتقادی متون و برنامه‌های علوم انسانی نشریه‌ای علمی در ایران است که با هدف نقد و بررسی متون و کتب علوم انسانی، خصوصاً متون درسی و کمک‌درسی دانشگاه‌ها، شناختِ نقاط قوت و ضعف این متون و کمک به ارتقای نقاط قوت و رفع نقاط ضعف و اشکالات احتمالی موجود و نهایتاً ایجاد شرایط کلی لازم برای بهبود کمّی، کیفی، علمی و آموزشی منابع درسی منتشر می‌شود. 
این نشریه از سوی شورای بررسی متون و کتب علوم انسانی (وابسته به پژوهشگاه علوم انسانی و مطالعات فرهنگی) منتشر می‌شود.
متن مقالات این نشریه دارای مجوز کامنز است.

## تاریخچه
این نشریه به‌صورت فصلنامه با عنوان نامه علوم انسانی در بهار ۱۳۷۹ تأسیس شد و تا بهار سال ۱۳۸۸، ۱۹ شماره از آن در ۱۵ مجلد با همین عنوان به چاپ رسید. از شمارهٔ ششم و هفتم به بعد، ترتیبِ چاپ این مجله از فصل‌نامه به دوفصل‌نامه تبدیل شد. از شمارهٔ ۲۰ تا ۳۷ به صورت فصل‌نامه و با عنوان پژوهشنامه انتقادی متون و برنامه‌های علوم انسانی انتشار یافت. این نشریه از شماره ۳۸ تا ۴۷ به‌صورت دوماهنامه و در نهایت از شماره ۴۸ تا کنون به صورت ماهنامه انتشار می‌یابد.

## نمایه
این نشریه در پایگاه استنادی جهان اسلام، پایگاه مجلات تخصصی نور، مگیران، پایگاه اطلاعات علمی جهاد دانشگاهی، پرتال علوم انسانی، مرکز منطقه‌ای اطلاع‌رسانی علوم و فناوری، ویراساینس، سیویلیکا، پایگاه کیت‌فکتور، آکادمیا، ریسرچ‌گیت، و ریسرچ‌بیب نمایه می‌شود.

## افتخارات
این نشریه از برگزیدگان بخش جنبیِ یازدهمین دورهٔ جشنواره نقد کتاب بود.
همچنین مقالات مختلفِ نشریه در این جشنواره به‌عنوان برگزیده یا شایسته تقدیر انتخاب شده‌اند.
پژوهش‌نامه انتقادی همچنین از برگزیدگان بخش ویژه جشنواره بین‌المللی فارابی در دورهٔ هشتم بود.